# ریچارد اوسالیوان
ریچارد اوسالیوان (انگلیسی: Richard O'Sullivan؛ زادهٔ ۷ مهٔ ۱۹۴۴) هنرپیشه اهل انگلستان است.
از فیلم‌ها یا برنامه‌های تلویزیونی که وی در آن نقش داشته‌است می‌توان به کلئوپاترا اشاره کرد.